# Mohamed Yattara
Mohamed Lamine Yattara (Conakry, 1993. július 28. –) guineai labdarúgó, csatár.

## Pályafutása

### A válogatottban
2012-ben mutatkozott be a guineai válogatottban, és bekerült a 2015-ös afrikai nemzetek kupájára készülő keretbe. A csapat nyitómérkőzésén gólt szerzett, így Guinea 1−1-es döntetlent játszott Elefántcsontparttal.